# ヨム・ハショア
ホロコースト記念日（ヘブライ語: יום הזיכרון לשואה ולגבורה、yom hazikaron lashoa ulagvura、ヨム・ハジカロン・ラショアー・ウ・ラグヴラー）は、ユダヤ教の祭日。
大惨事の日、ショアの日、ホロコースト記念日、ホロコーストメモリアルとも呼ばれている。ヨム・ハショアはナチスによるユダヤ人の大虐殺を追悼するための日である。
イスラエルでは、公休日である。
ユダヤ暦のニサン月の27日に行う。グレゴリオ暦では以下にあたる。
- 2020年 - 4月21日（火曜日）
- 2021年 - 4月8日（木曜日）
- 2022年 - 4月28日（木曜日）
- 2023年 - 4月18日（火曜日）
- 2024年 - 5月5日（日曜日）